# Bratnie dusze
Bratnie dusze – singel polskiej piosenkarki Cleo oraz polskiego piosenkarza Dawida Kwiatkowskiego z albumu studyjnego, zatytułowanego vinyLOVA.
Nagranie otrzymało w Polsce status złotego singla, przekraczając liczbę 10 tysięcy sprzedanych kopii.

## Historia
Piosenka została napisana i skomponowana przez Joannę Klepko i Witolda Czamarę, który również odpowiada za produkcję utworu.
Singel ukazał się w formacie digital download 12 sierpnia 2020 w Polsce za pośrednictwem wytwórni płytowej Universal Music Polska. Kompozycja została umieszczona na czwartym albumie studyjnym Cleo – vinyLOVA.

## Teledysk
Do utworu powstał teledysk w reżyserii Michała Konrada, który udostępniono w dniu premiery singla za pośrednictwem serwisu YouTube.

## Certyfikaty
| Kraj          | Certyfikat  | Sprzedaż |
| ------------- | ----------- | -------- |
| Polska (ZPAV) | złota płyta | 10 000+  |